# Заньки (Нежинский район)
За́ньки (укр. Заньки, в род. пад. - Занек) — село Нежинского района Черниговской области Украины. Население составляет 405 человек, входит в состав Заньковский сельский совет.

## История
По имеющимся данным село основано в XIV веке. Во II пол. XVII - I пол. XVIII веков принадлежало к ранговым имениям Нежинского полка. В частности известно, что в начале XVIII века нежинский полковник Л. Я. Жураковский отдал Заньки вертиевскому сотнику, однако уже в 20-х годах того же века полковник И. С. Хрущев вновь вернул село в собственность полка. С 1758 по 1782 год Заньки входили в число сотенных местечек Нежинского полка. В селе существовала деревянная церковь Николая Чудотворца с колокольней (возведена в 1777 году) (в начале XX века церковь была разобрана и перестроена уже в каменном виде, во время перестройки добавлен второй престол; освящена на Рождество Пресвятой Богородицы 21 сентября 1901 года). Наличествовала также земская школа. В 1800 году в Заньках родился кораблестроитель Степан Анисимович Бур`ачек. 04 августа (23 июля ст. ст.) 1854 года в семье обедневших дворян Адасовских родилась будущая актриса украинского профессионального театра, Народная артистка Республики (1922) Мария Константиновна Заньковецкая (1854-1934). В январе 1918 года в Заньках провозгласили Советскую власть. Село значительно пострадало в результате голода 1932-1933 годов. В рамках преступных действий советской власти, в частности, разрушена церковь Николая Чудотворца, осквернён церковный погост (в числе прочих и погребение генерала Евтихия Константиновича Адасовского - брата М. К. Заньковецкой), также ощутимо сократилась численность населения, что было вызвано не только высокой смертностью от голода, но и переездами семей в результате политики «раскуркуливания» и по программе вербовки граждан на постоянное место жительства в степные районы УССР и СССР. В годы Второй Мировой войны 195 заньковчан были мобилизованы в действующую армию, из них на фронтах погиб 151 житель села. 15 сентября 1943 года Заньки освобождены от германской оккупации. В послевоенные годы возобновлена деятельность колхоза, сооружены ФАП, детский сад, филиал райбыткомбината, сельсовет, магазины. Недалеко от села действовало производство кирпича-сырца.

## Топонимика
Территория села имеет специфическое деление, выраженное в микротопонимах: Бр`од, Бурячк`ов (Бур`ачеков) [пруд] (ориг. укр. Бурячк`ова [к`опанка]), Гр`уд, Загр`ебля, Зар`ечка (оба названия связаны с протеканием по территории села реки Смолянки), К`оворот (Кр`уг), Куб`ань, Лют`овка, Мост`ок, М`уховка, Потор`ачина, Х`утор. Все указанные названия имеют этнографическое происхождение и служат показателем местного топонимического созидания. Кроме этого, местный говор включает ряд слов, присущих конкретно данному населенному пункту: герел`а (толпа), к`убах (яма под посадку картофеля), мегд`ан (сирень), транд`ахель (кустовая роза) и прочее.

## Народонаселение
Состоянием на 1866 год село составляли 148 дворов (1117 жителей), по материалам переписи 1897 года насчитывалось 305 дворов (1618 жителей), согласно последней всесоюзной переписи населения 1989 года - 498 жителей. Всеукраинская перепись населения 2001 года зафиксировала 405 жителей с тенденцией к дальнейшему сокращению числа населения.

## Известные уроженцы
- Заньковецкая, Мария Константиновна

## Инфраструктура
На данный момент в селе действуют местный клуб на 250 мест, библиотека. В 1964 году в доме, который принадлежал семье актрисы, открыт Заньковской народный мемориальный музей Заньковецкой М. К. Гостями села и музея в разные годы были выдающиеся литераторы, певцы, актеры театра и кино (И. С. Козловский, Н. М. Ужвий, Д. М. Гнатюк, Ю. М. Мушкетик, Е. И. Березин и Ю. Т. Тимошенко, Б. М. Бенюк и другие). Рядом с музеем в 1984 году установлен памятник Марии Заньковецкой (скульптор Ю. А. Станецкий). В 2010 году в здании бывшей школы (возведена в 1930 году) сформирована этнографическая экспозиция, которая переросла в этнографический музей (03 августа 2014 года состоялось официальное открытие). В селе действует магазин, недавно открыта церковная комната, освященная  в честь Николая Чудотворца (находится в помещении этнографического музея).
В центре села имеются обелиск Славы (уст. в 1967 г.) односельчанам - жертвам Великой Отечественной войны и надгробие (уст. в 1958 г.) на братской могиле воинов, павших при освобождении села в 1943 году. На окраине Занек на территории т.н. Большого кладбища находится еще одна братская могила. Там же предполагается наличие погребений умерших от голода в 1932-1933 годах местных жителей.
Заньки сообщает с трассой Киев – Москва шестикилометровая асфальтированная дорога (покрытие в плохом состоянии). Населенный пункт обслуживает рейсовый автобус, курсирующий по маршруту Нежин – Дуболуговка, проездом через село Малая Кошелевка.
Недалеко от села располагается озеро Щучье.

## Современность
В 2010 году в Заньках закрыта средняя общеобразовательная школа. Учебный процесс и оборудование перенесено в школу соседнего села Великая Кошелевка.
Некоторое время в селе действовала частная сыроварня.